# Eubelum simplex
Eubelum simplex är en kräftdjursart som beskrevs av Stefano Taiti och Franco Ferrara 1987. Eubelum simplex ingår i släktet Eubelum och familjen Eubelidae. Inga underarter finns listade i Catalogue of Life.